# Daisuke Macui
Daisuke Macui (* 11. květen 1981) je japonský fotbalista.

## Reprezentace
Daisuke Macui odehrál 31 reprezentačních utkání. S japonskou reprezentací se zúčastnil Mistrovství světa 2010.

## Statistiky
| Japonsko | Japonsko | Japonsko |
| Roky     | Záp.     | Góly     |
| -------- | -------- | -------- |
| 2003     | 1        | 0        |
| 2004     | 0        | 0        |
| 2005     | 3        | 1        |
| 2006     | 0        | 0        |
| 2007     | 2        | 0        |
| 2008     | 7        | 0        |
| 2009     | 8        | 0        |
| 2010     | 8        | 0        |
| 2011     | 2        | 0        |
| Celkem   | 31       | 1        |